# 변화를 위한 무소속 연합
변화를 위한 무소속 연합(영어: The Independent Group for Change 디 인디펜던트 그룹 포 체인지[*])는 체인지 UK(영어: Change UK)로 익히 알려져 있으며, 2019년 2월 창당된 하원의 교섭단체이다. 제러미 코빈을 중심으로 노동당이 급격히 좌경화되었고, 이에 반발한 토니 블레어 측 의견에 동조하는 몇 명의 의원이 노동당을 탈당하여 창당했다. 2019년 총선에서 3명의 후보가 출마하였으나 모두 양당에 의해 낙선되면서 12월 19일 수브리는 해체를 발표함에 따라 정식으로 해체되었다.

## 창당 목적
공식 홈페이지에 따르면, 무소속 연합은 노동당과 보수당 양당 모두 잘못되었다고 간주하고 증거에 의한 정치와 상대를 존중하는 토론을 목표로 한다. 주로 쓰는 슬로건도 정치는 망가졌다 (Politic is Broken)이다. 좌우 치우치지 않는 혁신적 중도정당을 목표로 하고 있다.

## 이념
보수당 의원 2명 역시 이 정당에 참여하였으므로 일정부분 보수적 색체를 띈다. 나머지 8명의 의원은 제3의 길을 표방하는 친(親)토니 블레어파이다. 사회자유주의 또한 있는 관계로 이 정당은 중도정당 혹은 중도좌파정당으로 분류된다. 또한 이 교섭단체에 참여한 의원들은 대부분 친이스라엘 파인데, 노동당이 최근 지나치게 반유대주의적 분위기로 가고있다며 비판한적이 있다. 코빈이 브렉시트에 소극적인것과 대조하여 자신들은 진정한 반 브렉시트 주의자라고 주장한다.